# طوم مور (ضابط)
طوماس مور (بالإنجليزية: Thomas Moore)‏ (مواليد 30 أبريل 1920 - 2 فبراير 2021)، والمعروف شعبياً باسم النقيب طوم، هو ضابط سابق في الجيش البريطاني معروف بإنجازاته في جمع الأموال للأعمال الخيرية في الفترة التي سبقت عيد ميلاده المائة خلال جائحة فيروس كورونا في المملكة المتحدة 2020.
خدم مور في الهند وحملة بورما خلال الحرب العالمية الثانية. وأصبح فيما بعد مدربًا في الحرب المدرعة. بعد الحرب، عمل كمدير إداري لشركة خرسانية وكان متسابقًا للدراجات النارية.
في 6 أبريل 2020، في سن 99، بدأ يمشي لفات من حديقته لمساعدة الجمعية الخيرية NHS Charities Together، بهدف جمع 1000 جنيه إسترليني بحلول عيد ميلاده المائة. خلال الدورة التي استمرت 24 يومًا من جمع التبرعات له، ظهر في العديد من وسائل الإعلام وأصبح اسمًا مألوفًا في المملكة المتحدة، مما أثار اهتمامًا كبيرًا بقصة حياته، وحصل على عدد من الأوسمة - وجذب أكثر من 1.5 مليون تبرع فردي. ظهر في نسخة غلاف لأغنية «لن تسير لوحدك أبدا»، حيث تذهب العائدات إلى نفس المؤسسة الخيرية.
في صباح عيد ميلاده المائة، تجاوز الإجمالي الذي تم جمعه من خلال المشي 30 مليون جنيه إسترليني، وبحلول الوقت الذي أغلقت فيه الحملة في نهاية ذلك اليوم زادت إلى أكثر من 32.79 مليون جنيه إسترليني. تميز عيد ميلاده بعدد من الطرق، بما في ذلك عرض جوي من قبل سلاح الجو الملكي. وحصل على أكثر من 150.000 بطاقة، وتم تعيينه برتبة عقيد فخري في كلية مؤسسة الجيش.

## الأوسمة
من أجل خدمته الحربية، مُنح مور أربع ميداليات:
| شريط | وصف                     | ملاحظات                      |
|      | 1939-1945 نجمة          |                              |
|      | بورما ستار              |                              |
|      | وسام الدفاع             | أُعيد تكريمه في 30 أبريل 2020 |
|      | ميدالية الحرب 1939-1945 |                              |

وبحلول 20 أبريل، وقع أكثر من 800.000 شخص على عريضة تطالب بمنح مور لقب فارس.
في 23 أبريل، حصل على جائزة فخر بريطانيا تقديرا لجهوده، بعد استلام "آلاف الترشيحات". تم تعيينه العقيد الفخري الأول لكلية مؤسسة الجيش في هاروغيت، يوركشاير، وهو مركز تدريب للجنود تحت سن 18 عامًا، في عيد ميلاده المائة. كما حصل على وسام فوج يوركشاير "لمساهمته البارزة في الفعاليات العسكرية.

### موسوعة جينيس العالمية
يحمل مور اثنين من سجلات غينيس العالمية: بصفته جامع التبرعات الذي يجمع أكبر مبلغ من المال في مسيرة خيرية فردية، وكأكبر شخص لديه رقم واحد على مخططات المملكة المتحدة.

### عيد ميلاده المئة
قبل أكثر من أسبوع من عيد ميلاد مور المائة، تم إرسال العديد من البطاقات إليه حيث كان على البريد الملكي البريطاني تقديم مرافق فرز مخصصة وتم تجنيد حوالي 20 متطوعًا لفتحها وعرضها، في مدرسة بيدفورد المحلية. بحلول عيد ميلاده، تم استلام أكثر من 150.000 بطاقة.

## روابط خارجية
- طوم مور على موقع IMDb (الإنجليزية)
- طوم مور على موقع ميوزك برينز (الإنجليزية)
- طوم مور على موقع ديسكوغز (الإنجليزية)
- طوم مور على موقع قاعدة بيانات الفيلم (الإنجليزية)